# Mercedes-Benz W166
Mercedes-Benz W166 — среднеразмерный кроссовер немецкой торговой марки Mercedes-Benz, третье поколение M-класса. Пришёл на смену автомобилю Mercedes-Benz W164 в 2011 году, хотя разработка началась ещё в 2006. Премьера модели состоялась на 64-м Франкфуртском автосалоне. Производство W166 осуществляется, как и ранее, на заводе Mercedes-Benz в Таскалуса (штат Алабама), США. Инженеры концерна Daimler AG проделали большой объём работ по уменьшению расхода топлива (в среднем на 25 % ниже, чем у предыдущей модели), оснастили автомобиль последними версиями семиступенчатой АКПП 7G-Tronic Plus и системы постоянно полного привода 4MATIC, интегрировали последние технологии безопасности и модернизировали внешний и внутренний вид в соответствии с новыми веяниями в автомобильном дизайне.
В ноябре 2011 года была представлена высокопроизводительная модификация от подразделения Mercedes-AMG — ML63 AMG. Мощность установленного на нём бензинового битурбированного силового агрегата составляла 525 лошадиных сил.
В 2015 году автомобиль претерпел рестайлинг. Кроме того, M-класс был переименован в GLE-класс в связи с пересмотром номенклатуры внутренней иерархии моделей компании. Помимо небольшой модернизации внешности и интерьера автомобиля изменению подвергся и модельный ряд двигателей. Так, впервые в данной серии, была представлена модель GLE 500 e с гибридной силовой установкой (бензиновый ДВС + электромотор; суммарная мощность 442 л.с.). Кроме того, была повышена отдача AMG моделей.

## История

### Разработка
Разработка замены для второго поколения M-класса началась ещё в 2006 году и длилась на протяжении 5 лет. В 2008 году исполнительный совет компании утвердил окончательную версию дизайна от Эмиля Бюрки, которая была запатентована на внутреннем рынке 16 декабря того же года (заявка на патент в США была подана 15 июня 2009 года).

### Премьера (2011)
ML 350 BlueTEC на момент дебюта
8 июня 2011 года в Штутгарте был представлен внедорожник третьего поколения Mercedes-Benz W166. Новые возможности автомобиля включают обновлённую семиступенчатую автоматическую коробку передач 7G-Tronic Plus, опциональный адаптивный круиз-контроль (Distronic Plus), активную систему предупреждения о сходе с полосы движения, а также пневматическую подвеску с регулируемой высотой (Airmatic). Кроме того, была представлена технология ACTIVE CURVE SYSTEM с активными стабилизаторами поперечной устойчивости для компенсации крена кузова.
Большой объём работы был проделан по оптимизации расхода топлива. Для нового M-класса предусмотрены комплексный пакет BlueEFFICIENCY, система «старт-стоп», которая входит в стандартную комплектацию, коробка передач с новым топливно-эффективным конвертером, оптимизированными подшипниками и системой управления температурным режимом трансмиссии. Осевой привод с низким коэффициентом трения, электрический руль и шины с низким сопротивлением качению также сыграли свою роль в снижении расхода топлива.
M-класс воплощает в себе весь автомобильный опыт, который мы накопили за более чем 125 лет, и, таким образом, представляет, - вкратце говоря - качественный скачок с точки зрения эффективности, безопасности, маневренности, удовольствия от вождения и дизайна.профессор Томас Вебер, член совета директоров Daimler AG
Версия от подразделения Mercedes-AMG была представлена 14 ноября 2011 года, а чуть позже 18 ноября официально дебютировала на автосалоне в Лос-Анджелесе. В сравнении с обычной версией W166 автомобиль стал ближе к земле на 8 мм (1788 мм), а вот масса по сравнению с ML63 AMG предыдущего поколения (W164), увеличилась на 35 кг (до 2345 кг). Тем не менее, новый двигатель V8 серии M157 рабочим объёмом 5461 см3 с алюминиевым блоком, двумя турбокомпрессорами и системой непосредственного впрыска топлива обладает повышенной производительностью в 525 л. с. и 700 Н·м крутящего момента (6,2-литровый V8 у предшественника развивал 510 и 630 соответственно).
Автомобиль W166 стал последним продуктом совместного предприятия, образованного при слиянии Daimler AG и Chrysler (DaimlerChrysler). Концерн разработал базовую платформу и технологии, извлекая преимущества из стабильных продаж внедорожников Chrysler и R&D на внутреннем рынке США. Chrysler продолжил использовать ту же платформу для выпуска автомобилей Jeep Grand Cherokee (WK2) и Dodge Durango. Однако, в связи с реформированием концерна, кроссоверы сильно различаются с точки зрения интерьера и дизайна кузовов, а также выбора двигателей и трансмиссий.
Для 2013 модельного года стал доступен на заказ дополнительный пакет On&Off Road Package, который включает двухскоростную раздаточную коробку фирмы Magna International, защитные пластины для днища кузова, изменяемую программу подвески с 6 режимами и прочие функции и технологии.
Автомобиль M-класса занял первое место в категории «Luxury Crossover SUV» и был назван самым идеальным транспортным средством для американцев. Такое решение было заключено на основании исследований, проведённых в Калифорнии консалтинговой фирмы AutoPacific.
В начале 2009 года в Индии были созданы производственные мощности для выпуска внедорожников M-класса. Осенью того же года был открыл завод в городе Западная Ява, Индонезия.
В декабре 2012 года был собран и доставлен новый папамобиль.

### Рестайлинг / GLE-класс (2015)
GLE 350 d после рестайлинга
Информация о рестайлинге автомобиля появилась в сети уже в 2013 году. Тогда фотошпионам удалось заснять и изучить тестовый прототип в камуфляже, который проходил испытания у Северного полярного круга. Дебют модели ожидался в январе 2015 года на автосалоне в Детройте.
Премьера рестайлинговой модели состоялась чуть ранее, чем ожидалось — весной 2015 года компания Mercedes-Benz представила обновлённый М-класс, переименовав серию в GLE-класс. Кроме того, компания впервые представила две модификации кузова M-класса: классический внедорожник (W166) и купе (C292), которое было представлено в январе того же года на Североамериканском международном автосалоне. Благодаря фейслифтингу изменилась оптика, решётка радиатора (установили массивную ламель) и передний бампер. Задние фонари стали более органичным продолжением генеральной линии стиля модели. В интерьере изменения коснулись реорганизации центральной консоли с расчётом на современную версию мультимедиа системы COMAND.
В модельном ряду класса также произошли изменения: GLE 500 е стал первым гибридом серии, комбинирующим двигатель внутреннего сгорания V6 мощностью 333 л. с. с электрическим двигателем, генерирующим 116 лошадиных сил (система типа Plug-In Hybrid). Силовой агрегат работает в паре с набором 8,8-киловаттных литиево-ионных аккумуляторов и 7-диапазонной АКПП 7G-Tronic Plus. Первые 19 единиц были доставлены покупателям из США в июне 2016 года. Если брать во внимание все модификации технической составляющей, то после рестайлинга внедорожник стал на 17 % более экономным по сравнению с дореформенным авто.
Модельный ряд рестайлингового M-класса включает бензиновые GLE 400 4MATIC (333 л. с.), GLE 450 AMG 4MATIC (367 л. с.), GLE 500 4MATIC (435 л. с.), GLE 500 e (442 л. с.), GLE 63 AMG (557 л. с.), GLE 63 AMG S (585 л. с.) и дизельные GLE 250 d (204 л. с.), GLE 250 d 4MATIC (204 л. с.) и GLE 350 d 4MATIC (258 л. с.). На многих моделях 7-ступенчатую коробку передач заменили на современную 9-ступенчатую АКПП 9G-Tronic. Высокопроизводительную модификацию GLE 63 AMG оснастили би-турбированным V8 двигателем, разгоняющим кроссовер с 0 до 100 км/ч за 4,3 с. Наиболее производительная модификация GLE 63 AMG S оснащена тем же силовым агрегатом, но с рядом модификаций, в результате которых автомобиль имеет мощность в 585 лошадиных сил и 760 Н·м крутящего момента (у предшественника эти значения составляли 525 л. с. и 700 Н·м соответственно). Разгон внедорожника с 0 до 100 км/ч занимает всего 4,2 секунды. Максимальная скорость в обоих вариантах ограничена электронно на отметке в 250 км/ч.
Автомобиль W166 прошёл множество краш-тестов, в том числе по методикам EuroNCAP, Национального управления безопасностью движения на трассах США и Страхового института дорожной безопасности, где получил высочайшие оценки.

## Описание

### Экстерьер
Дизайн кузова автомобиля нового поколения M-класса с характерной формой C-стоек подвергся модернизации, но сохранил свою узнаваемость. В передней части автомобиля расположена большая решётка радиатора с центрально расположенным фирменным логотипом компании. Новая передняя оптика производит впечатление высокого качества и инновационности, особенно если автомобиль оснащён дополнительный интеллектуальной системой освещения ILS . В бампера интегрированы светодиодные дневные ходовые огни, обрамлённые хромированными вставками. Посаженная глубже широкая хромированная защита картера нисходит от нижнего края решётки радиатора под днище кузова, усиливая внушительность внешнего вида автомобиля.
При взгляде сбоку, удлинённые линии формируют акцент на классе автомобиля, чьи компактные пропорции определяются большой колёсной базой и короткими свесами. Линия крыши спускаются к задней части кузова и подчёркивают спортивный облик нового М-класса. Ни одной стойки кузова не видно при переходе от задней стороны окна до заднего стекла. Гармоничность дизайну придаёт двухсекционный блок с фарами заднего света, использующих волоконно-оптическую светодиодную технологию, а также заниженная крыша с большим спойлером. Задний бампер оснащён обновлённой конструкцией с хромированным покрытием. Хромом также отделаны рейлинги, декоративной накладки и ручка грузового отсека.
Колёсные арки украшают аэродинамически оптимизированные колёса, модельный ряд которых варьируется от 43,2 см (17 дюймов) до 50,8 см (20 дюймов). На заказ доступны 53,3 см (21 дюйм) фирменные AMG легкосплавные диски.
После проведения рестайлинга в 2015 году существеннее всего изменилась передняя часть кузова модели. На внедорожник установили иную решётку радиатора, модифицированную переднюю оптику и задние светодиодные (LED) огни и новые выхлопные патрубки.

#### ПакетAMG Sport
На заказ компания Mercedes-Benz предлагает спорт-пакет AMG, который придаёт экстерьеру автомобиля М-класса дополнительную динамичность, присущую высокопроизводительным модификациям подразделения Mercedes-AMG. В отличие от базовой комплектации, стайлинг AMG включает индивидуальные спойлеры переднего и заднего бамперов, выдержанные в цвете кузова боковые обвесы порогов, полированные легкосплавные колёсные диски AMG с 5 спицами и шинами 255/50 R 19 (кроме того доступны 265/45 R 20 и 265/40 R 21), а также перфорированные тормозные диски впереди с защитой тормозных суппортов.

### Интерьер
Интерьер нового M-класса выполнен с традиционным подходом Mercedes-Benz. Учитывая опыт предыдущих поколений и рыночное позиционирование автомобиля компания оснастила салон высококачественными материалами и элементами. Общий стиль дизайна выдержан в духе внедорожников, создавая ощущение большого простора для пассажиров. Вместительный и хорошо освещённый интерьер предлагает заметно больше пространства для локтей (34 миллиметров спереди, 25 миллиметров сзади), чем у предшествующей модели. На передней панели установлена большая декоративная деревянная отделка, которая продолжается на дверях, создавая ощущение неразрывности конструкции. На выбор клиента доступно (на момент премьеры) четыре высококачественных отделки из древесины, а также оформление из алюминия. Дверные открыватели и переключатели регулировки сидений интегрированы в боковую обшивку. Центральные панели дверей имеют отличительные декоративные строчки.
Концепция управления системами автомобиля и отображения различной информации была специально разработана для повышения удобства эксплуатации новой модели. Приборная панель оснащена современными приборами, включая два круглых циферблата и большой (11,4 см) дисплей, расположенный между ними. В центре панели может быть установлена доступная на заказ мультимедиа система COMAND с большим цветным дисплеем. По бокам от неё располагаются дефлекторы отопительной системы. Рычаг управления круиз-контролем был перемещён ниже от его первоначального расположения в предшествующей модели. Информационные, навигационные и коммуникационные системы интуитивно понятны и просты в эксплуатации благодаря металлическому контроллеру, расположенному на центральной консоли. Вертикальные прямоугольные воздушные отверстия по обе стороны от большого экрана подчёркиваютт функциональные аспекты автомобилей класса SUV. Центральная консоль включает в себя подлокотник со встроенным подручником, в передней части которого расположен контроллер и различные переключатели, среди которых режимы работы подвески. Передние сиденья могут быть отрегулированы на 350 миллиметров в длину и более чем на 90 миллиметров в высоту.
Сиденья в новом М-классе обладают повышенной боковой поддержкой и предназначены для обеспечения высокого уровня комфорта при совершении поездок на дальние расстояние. Все важные параметры, такие как высота сиденья, наклон спинки и угол наклона подушки могут быть отрегулированы при помощи электрических регулировочных кнопок. Задние сиденья оснащены подлокотником и подстаканником. Впервые для них представлена функция регулировки угла наклона спинки. При складывании всего ряда сидений водителю становится доступно  пространство объёмом в 2010 литров до крыши внедорожника.
На момент премьеры автомобиля клиентам компании было доступно четыре цвета отделки салона: чёрный, миндальный бежевый, серая альпака и коричневый табак / каштан. Они сочетаются с несколькими вариантами используемых материалов: ткань / искусственная кожа ARTICO, только кожа ARTICO или обычная кода в шести цветовых версиях.
После рестайлинга 2015 года в салоне автомобиля произошли некоторые изменения: появился новый трёхспицевый мультифункциональный руль, центральный дисплей заменили на новый 7-дюймовый (который как и во многих моделях иных классов компании похож на планшет). Была расширена гамма цветов и материалов для отделки интерьера. На центральной консоли обновился селектор управления мультимедийным комплексом с тачпадом.

#### ПакетSport
Клиентам компании на заказ доступен дополнительный спортивный пакет, который придаёт салону W166 спортивный характер.Он включает в себя регулируемые спортивные передние сиденья с полным электроприводом, оригинальным дизайном и усиленной боковой поддержкой, панели дверей с индивидуальным дизайном, спортивные педали из зачищенной нержавеющей стали с резиновыми вставками, чёрные вельветовые коврики с кожаной оторочкой и фирменным логотипом, а также спортивное рулевое колесо с 4 спицами. Обивка сидений представляет собой комбинацию искусственная кожа ARTICO / микроволокно DINAMICA чёрного цвета или опционально чёрная кожа наппа/кожа, в обоих вариантах с контрастной строчкой.

#### ПакетDesigno
По желанию на автомобиль может быть установлен набор эксклюзивных элементов комплектации designo. В этом случае сиденья, панель приборов и подлокотники в дверях и на центральной консоли будут отделаны кожей designo, а кожаные панели дверей и обивка украсит ромбовидная стёжка. На выбор клиента предлагается кожа чёрного цвета, «фарфор» или «марон». Как и во всех автомобилях с интерьером designo на спинки сидений устанавливается металлическая табличка. Обивка потолка выполняется из микроволокна DINAMICA чёрного цвета. Велюровые коврики с оторочкой из чёрной кожи designo и табличкой завершают интерьер. Кроме этого на заказ предлагаются декоративные элементы, покрытые чёрным блестящим рояльным лаком designo, а также рулевое колесо designo в исполнении из дерева и кожи.

### Электрооборудование
В стандартной комплектации автомобиль Mercedes-Benz W166 оснащается аудиосистемой Audio 20 CD с радио и двойным тюнером, цветным TFT дисплеем (14,7 см), CD-плеером с поддержкой форматов MP3/WMA/AAC, USB-интерфейсом и гнездом AUX-IN в центральном подлокотнике. Интерфейс Bluetooth позволяет использовать громкую телефонную связь или воспроизводить потоковое аудио. На заказ данную аудио-систему можно дополнить CD-чейнджером на 6 диском, медиа-интерфейсом, акустикой Logic7 от фирмы Harman/Kardon и иными функциями.

### Модельный ряд

#### 2012–2015
| Модель                                | ML 300 4MATIC                      | ML 350 4MATIC                      | ML 400 4MATIC                           | ML 500 4MATIC                     | ML 63 AMG                                                                 | ML 250 BlueTEC 4MATIC              | ML 350 BlueTEC 4MATIC              |
| Годы производства                     | 02/2012–07/2015                    | 11/2011–12/2014                    | 01/2015–07/2015                         | 02/2012–04/2015                   | 02/2012–04/2015                                                           | 11/2011–07/2015                    | 11/2011–07/2015                    |
| Характеристики                        |                                    |                                    |                                         |                                   |                                                                           |                                    |                                    |
| Модель двигателя*                     | M276 DE 35 red.                    | M276 DE 35                         | M276 DE 30 AL                           | M278 DE 46 AL red.                | M157 DE 55 AL                                                             | OM651 DE 22 LA                     | OM642 LS DE 30 LA                  |
| Тип двигателя                         | бензиновый V6                      | бензиновый V6                      | бензиновый V6                           | бензиновый V8                     | бензиновый V8                                                             | дизельный R4                       | дизельный V6                       |
| Система питания                       | прямой впрыск                      | прямой впрыск                      | прямой впрыск                           | прямой впрыск                     | прямой впрыск                                                             | прямой впрыск Common Rail          | прямой впрыск Common Rail          |
| Оснащение                             | —                                  | —                                  | битурбо                                 | битурбо                           | битурбо                                                                   | битурбо                            | турбокомпрессор                    |
| Рабочий объём                         | 3498 см3                           | 3498 см3                           | 2996 см3                                | 4663 см3                          | 5461 см3                                                                  | 2143 см3                           | 2987 см3                           |
| Мощность                              | 185 кВт (252 л.с.) при 6500 об/мин | 225 кВт (306 л.с.) при 6500 об/мин | 245 кВт (333 л.с.) при 5250–6000 об/мин | 300 кВт (408 л.с) при 5250 об/мин | 386 кВт (525 л.с.) при 5260 об/мин [ 410 кВт (557 л.с.) при 5750 об/мин ] | 150 кВт (204 л.с.) при 4200 об/мин | 190 кВт (258 л.с.) при 3600 об/мин |
| Крутящий момент                       | 340 Н·м при 3500–5250 об/мин       | 370 Н·м при 3500–5250 об/мин       | 480 Н·м при 1600–4000 об/мин            | 600 Н·м при 1600–4750 об/мин      | 700 Н·м при 1750–5000 об/мин [ 760 Н·м при 2000–5000 об/мин ]             | 500 Н·м при 1600–1800 об/мин       | 620 Н·м при 1600–2400 об/мин       |
| Трансмиссия                           | 7G-Tronic Plus                     | 7G-Tronic Plus                     | 7G-Tronic Plus                          | 7G-Tronic Plus                    | AMG Speedshift Plus 7G-Tronic                                             | 7G-Tronic Plus                     | 7G-Tronic Plus                     |
| Доп-ные данные                        |                                    |                                    |                                         |                                   |                                                                           |                                    |                                    |
| Максимальная скорость                 | 235 км/ч                           | 240 км/ч                           | 247 км/ч                                | 250 км/ч                          | 250 км/ч [ 280 км/ч ]                                                     | 210 км/ч                           | 224 км/ч                           |
| Скорость разгона, 0–100 км/ч          | 8,5 с                              | 7,6 с                              | 6,1 с                                   | 5,6 с                             | 4,8 с [ 4,7 с ]                                                           | 9,0 с                              | 7,4 с                              |
| Расход топлива (смешанный, на 100 км) |                                    | 8,5–8,8 л                          | 8,8–9,2 л                               | 11,0–11,5 л                       | 11,8 л                                                                    | 6,0–6,5 л                          | 6,8–7,4 л                          |
| Выбросы CO2                           |                                    | 199–206 грамм/км                   | 209–215 грамм/км                        | 258–269 грамм/км                  | 276 грамм/км                                                              | 158–170 грамм/км                   | 179–194 грамм/км                   |
| "Экологический стандарт               | Евро 5                             | Евро 5                             | Евро 6                                  | Евро 5                            | Евро 5                                                                    | Евро 6                             | Евро 6                             |

 * Расшифровка обозначений двигателей: M = бензиновый двигатель; OM = дизельный двигатель; E = впрыск во впускной коллектор; KE = впрыск во впускной коллектор, компрессорный наддув;  DE = прямой впрыск; ML = компрессор; L = охлаждение наддувочного воздуха; A = турбокомпрессор; red. = пониженные характеристики (мощность, рабочий объём); LS = повышенная производительность.
1. ↑  Продавался как ML 350 4MATIC BlueEFFICIENCY до мая 2013 года.
2. ↑  Продавался как ML 500 4MATIC BlueEFFICIENCY до мая 2013 года.
3. 1 2 3  При установке пакета AMG Performance Package.
4. ↑  При установке пакета AMG Drivers Package.

#### 08/2015–
| Модель                                | GLE 400 4MATIC                          | GLE 450 AMG 4MATIC                      | GLE 500 4MATIC     | GLE 500 e                                              | GLE 63 AMG                         | GLE 63 AMG S                       | GLE 250 d                          | GLE 250 d 4MATIC                   | GLE 350 d 4MATIC                   |
| Годы производства                     | seit 08/2015                            | seit 08/2015                            | seit 08/2015       | seit 08/2015                                           | seit 08/2015                       | seit 08/2015                       | seit 08/2015                       | seit 08/2015                       | seit 08/2015                       |
| Характеристики                        |                                         |                                         |                    |                                                        |                                    |                                    |                                    |                                    |                                    |
| Модель двигателя                      | M276 DE 30 AL                           | M276 DE 30 AL                           | M278 DE 46 AL red. | M276 DE 30 AL                                          | M157 DE 55 AL                      | M157 DE 55 AL                      | OM651 DE 22 LA                     | OM651 DE 22 LA                     | OM642 LS DE 30 LA                  |
| Тип двигателя                         | бензиновый V6                           | бензиновый V6                           | бензиновый V8      | бензиновый V6 + электромотор                           | бензиновый V8                      | бензиновый V8                      | дизельный R4                       | дизельный R4                       | дизельный V6                       |
| Система питания                       | прямой впрыск                           | прямой впрыск                           | прямой впрыск      | прямой впрыск                                          | прямой впрыск                      | прямой впрыск                      | прямой впрыск Common Rail          | прямой впрыск Common Rail          | прямой впрыск Common Rail          |
| Оснащение                             | битурбо                                 | битурбо                                 | битурбо            | битурбо                                                | битурбо                            | битурбо                            | битурбо                            | битурбо                            | турбокомпрессор                    |
| Рабочий объём                         | 2996 см3                                | 2996 см3                                | 4663 см3           | 2996 см3                                               | 5461 см3                           | 5461 см3                           | 2143 см3                           | 2143 см3                           | 2987 см3                           |
| Мощность                              | 245 кВт (333 л.с.) при 5250–6000 об/мин | 270 кВт (367 л.с.) при 5500–6000 об/мин | 320 кВт (435 л.с.) | 245 кВт (333 л.с.) + 85 кВт 325 кВт (442 л.с.) в сумме | 410 кВт (557 л.с.) при 5750 об/мин | 430 кВт (585 л.с.) при 5500 об/мин | 150 кВт (204 л.с.) при 4200 об/мин | 150 кВт (204 л.с.) при 4200 об/мин | 190 кВт (258 л.с.) при 3400 об/мин |
| Крутящий момент                       | 480 Н·м при 1600–4000 об/мин            | 520 Н·м при 2000–4200 об/мин            | 700 Н·м            | 650 Н·м                                                | 700 Н·м при 1750–5500 об/мин       | 760 Н·м при 1750–5250 об/мин       | 480 Н·м                            | 500 Н·м при 1600–1800 об/мин       | 620 Н·м при 1600–2400 об/мин       |
| Трансмиссия                           | 7G-Tronic Plus                          | 9G-Tronic                               | 9G-Tronic          | 7G-Tronic Plus                                         | AMG Speedshift Plus 7G-Tronic      | AMG Speedshift Plus 7G-Tronic      | 9G-Tronic                          | 9G-Tronic                          | 9G-Tronic                          |
| Доп-ные данные                        |                                         |                                         |                    |                                                        |                                    |                                    |                                    |                                    |                                    |
| Максимальная скорость                 | 247 км/ч                                | 250 км/ч                                | 250 км/ч           | 245 км/ч                                               | 250 км/ч (280 км/ч)                | 250 км/ч (280 км/ч)                | 215 км/ч                           | 210 км/ч                           | 225 км/ч                           |
| Скорость разгона, 0–100 км/ч          | 6,1 c                                   | 5,7 c                                   | 5,6 c              | 5,1 c                                                  | 4,3 c                              | 4,2 c                              | 8,6 c                              | 8,6 c                              | 7,1 c                              |
| Расход топлива (смешанный, на 100 км) | 8,8 л                                   | 8,6 л                                   | 11,0 л             | 3,3 л                                                  | 11,8 л                             | 11,8 л                             | 5,4 л                              | 5,7 л                              | 6,4 л                              |
| Выбросы CO2                           | 209 грамм/км                            | 199 грамм/км                            | 258 грамм/км       | 78 грамм/км                                            | 276 грамм/км                       | 276 грамм/км                       | 140 грамм/км                       | 149 грамм/км                       | 169 грамм/км                       |
| Экологический стандарт                | Евро 6                                  | Евро 6                                  | Евро 6             | Евро 6                                                 | Евро 6                             | Евро 6                             | Евро 6                             | Евро 6                             | Евро 6                             |

### Безопасность
В соответствии с философией марки Mercedes-Benz новый М-класс оснащён большим количеством систем активной и пассивной безопасности. Прочная конструкция салона совместно с передними и задними зонами деформации образует эффективную основу для защиты водителя и переднего пассажира. При боковом столкновении поперечины под капотом, между продольными элементами под полом где расположены педали, поперечина из высокопрочной стали под сиденьем водителя и поперечный элемент из магниевого сплава под приборной панелью, а также несущая конструкция крыши обеспечивают максимально возможную защиту водителя или пассажира. Расположение топливного бака перед задней осью и заливной горловины над задней осью увеличивают доступную зону деформации, максимизируя уровень поглощения энергии в случае наезда сзади. Это достигается, прежде всего, благодаря коробчатой конструкции задних лонжеронов.
Автомобиль оснащается (в зависимости от комплектации) до 9 подушками безопасности, которые активируются во время аварии и регулируются по мощности в зависимости от типа и тяжести столкновения. Кроме того, автомобиль оснащается:
- двухступенчатыми адаптивными подушки безопасности для водителя и переднего пассажира;
- коленной подушкой безопасности для водителя;
- боковыми подушками безопасности для водителя и переднего пассажира;
- боковыми подушками безопасности в заднем ряду сидений (доступно на заказ);
- оконными подушками на обоих рядах сидений от А до С-стойки;
- трёхточечные ремни безопасности на всех посадочных местах;
- пиротехнические натяжители и ограничители силы, а также электрически реверсивные преднатяжители ремней;
- крепление детского сиденья ISOFIX;
- индикатор состояния ремней безопасности пассажиров задних сидений на приборной панели;
- автоматическое распознавание установленного детского сиденья с отключением подушек безопасности (доступно на заказ);
- пассивная система подголовников, срабатывающая при наезде сзади.

Ко всему вышеперечисленному Mercedes-Benz W166 оснащается активными системами безопасности, такими как Brake Assist (BAS), электронной контроль устойчивости (ESP), антипробуксовочная система (ABS), система распознавания усталости водителя ATTENTION ASSIST, PRE‑SAFE и другими, которые помогают предотвратить аварию или уменьшить её тяжесть. На заказ доступна система BAS PLUS. Пассивные меры безопасности, которые способствуют защите пешеходов, включают усовершенствованный активный капот, который включён в новый M-класс в качестве базовой опции.
На заказ доступны системы, уже известные по S-классу, такие как Night View Assist Plus с системой распознавания пешеходов на дороге, функция предупреждения об ограничении скорости Speed Limit Assist, технология распознавания ухода с полосы Lane Keeping Assist, обнаружение объектов в слепых зонах Blind Spot Assist, автономный круиз-контроль DISTRONIC PLUS и интеллектуальная тормозная система PRE-SAFE Brake. Кроме того, автомобиль возможно оснастить камерой заднего вида и парковочным помощником (Active Park Assist).

#### Тесты EuroNCAP
В 2011 году автомобиль прошёл тест безопасности EuroNCAP:
| Euro NCAP                                                                  | Euro NCAP | Euro NCAP | Euro NCAP             |
| -------------------------------------------------------------------------- | --------- | --------- | --------------------- |
| · общий рейтинг                                                            |           |           |                       |
| 96%                                                                        | 75%       | 60%       | 86%                   |
| взрослый пассажир                                                          | ребёнок   | пешеход   | активная безопасность |
| Протестированная модель: Mercedes-Benz ML 350 BlueTEC 4MATIC (W166) (2011) |           |           |                       |

## ML 63 AMG / GLE 63 AMG
ML 63 AMG до рестайлинга
AMG-модель (модификация) была представлена 14 ноября 2011 года, а чуть позже 18 ноября официально дебютировала на автосалоне в Лос-Анджелесе.
По сравнению с обычной версией M-класса, автомобиль стал ближе к земле на 8 мм (1788 мм), а вот масса по сравнению с ML 63 AMG предыдущего поколения (W164), увеличилась на 35 кг (до 2345 кг). Но и отдача двигателя стала больше. Новый двигатель V8 серии M157 рабочим объёмом 5461 см³ с алюминиевым блоком, двумя турбокомпрессорами и системой непосредственного впрыска топлива выдаёт 525 л.с. и 700 Н•м (V8 6.2 у предшественника развивал 510 и 630 соответственно). Одновременно тягу на обе оси передавал доработанный семиступенчатый «автомат» с оригинальной программой управления. Время набора 100 км/ч уменьшилось на 0,2 с (до 4,8 с), а максимальная скорость осталась прежней — ограниченной 250 км/час. Но, как это принято сейчас, особенно немцы гордятся улучшениями по части экономичности — расход топлива в смешанном цикле упал с 16,5 л/100 км до 14,7. И ещё создатели делают акцент на ходовой части, точнее, на системе Active Curve System, которой на предшественнике не было. Это технология предотвращения кренов кузова в режиме реального времени благодаря активным стабилизаторам поперечной устойчивости с гидрозамками спереди и сзади. Помимо этого инженеры отделения AMG перенастроили эластокинематику подвесок и программу управления пневмоподвески. В отличие от M-класса последнего поколения, ML 63 AMG получил новый электромеханический усилитель руля взамен электрического. В продажу на североамериканском рынке автомобиль поступил в первом квартале 2012-го.

### AMG Performance Package
Как и для большинства других моделей AMG, для МL 63 AMG был также создан технический пакет доработок:
- тормозные суппорты красного цвета;
- руль AMG Performance;
- увеличенная на 32 л.с. (24 кВт) и 60 Н·м мощность двигателя;
- увеличенная на 30 км/ч максимальная скорость автомобиля;
- уменьшенная на 0,1 сек скорость разгона автомобиля до 100 км/ч.

## Тюнинг

### Brabus
Тюнинг-проект B63 — 620 от самого известного тюнинг-ателье Mercedes-Benz — Brabus — был представлен 30 ноября 2012 на моторшоу в Эссене.
Автомобиль получил новый аэродинамический обвес, подвеска получила модуль занижения AIRMATIC. Впоследствии автомобиль оснастили новыми 23 дюймовыми колёсными дисками Brabus Monoblock R.
Интерьер ML 63 AMG был заново отделан натуральной кожей Brabus Fine Leather и украшен новыми педалями и ковриками.
Двигатель подвергся доработке, вследствие чего стал выдавать 620 л.с. и 820 Н•м. С данными характеристиками автомобиль может разгоняться до 100 км/ч за 4,5 сек., что на 0,2 сек. быстрее стоковой модели, и достигать максимальной скорости, ограниченной электроникой в 300 км/ч.

### Hennessey
ML 63 AMG HPE700 от американского тюнинг-ателье Hennessey Performance Engineering в основном направлен на доработку двигателя с 525 л.с. и 700 Н•м, или 557 л.с. и 700 Н•м если брать версию с AMG Performance Package, до 700 л.с. при 5200 об/мин и 1085 Н·м при 3800 об/мин. Гарантия на работу двигателя составляет 3 года или 36 000 миль. Опционально также доступны фирменные диски и покрышки от компании HRE Wheels, апгрейд подвески, карбоновые аксессуары и другое. Цена комплекта доработки двигателя и аэродинамических опций с установкой и гарантией в сумме составляет $13 680.

### RevoZport
ML 63 AMG Rezonance от компании RevoZport включал в себя аэродинамический боди-кит, новые колёсные диски и комплект доработки двигателя.
Аэродинамический боди-кит состоит из двухуровнего переднего карбонового сплиттера и 30-мм карбоновых накладок на арки, которые освобождают место для колёс с 22-дюймовыми дисками из кованного алюминия и шинами 13J x 335. Из других особенностей можно выделить 3-точечный углеводородный диффузор, спойлер на крыше, накладки на боковые зеркала и решётку радиатора, выполненные все из того же карбона.
Двигатель подвергся доработке, вследствие чего стал выдавать 600 л.с. Добиться такой отдачи тюнинговому ателье удалось, установив новые впуск и спортивную выхлопную систему, выполненную из титана, и перенастроив блок управления дроссельной заслонки. Как изменили динамические характеристики автомобиля RevoZport не упомянуло.

### TopCar
Первым тюнинг-ателье, взявшимся за доработку ML 63 AMG (W166), стала российская компания TopCar. Автомобиль получил название ML 63 AMG Inferno (W166). Компания предлагала аэродинамический обвес под названием Inferno, включающий в себя: новые передний и задний бампера с диффузором, расширители крыльев, накладки на двери, большие пороги с воздухозаборником, насадки на выхлопные трубы, капот, накладку на 5-ю дверь и спойлер. Создатели обвеса говорят, что вдохновила их линия автомобилей Mercedes-AMG — Black Series. Детали обвеса состоят из карбона и кевлара с применением технологии вакуумного формирования. TopCar также предлагает технические доработки автомобиля от компании Evotech Motorsport:
- Stage 1 - повышение мощности до 640 л.с. и момента до 980 Н·м. Стоимость: 7900 €;
- Stage 2 - повышение мощности до 690 л.с. и момента до 1100 Н·м. Стоимость: 11 900 €;
- Stage 3 - повышение мощности до 760 л.с. и момента до 1150 Н·м Стоимость: 21 900 €.

Таким образом TopCar ML 63 AMG Inferno (W166) становится самым мощным тюнингом ML 63 AMG на сегодняшний день.
Цена комплекта Inferno без карбона составляет 18 470 €, в то время как за пакет с карбоном у вас попросят 20 420,00 €. Цена не включает дополнительные опции.

## Специальные серии

### Edition 1
На момент премьеры автомобиля в 2011 году компания традиционно выпустила ограниченную серию Edition 1 для первых заказчиков. Перечень её отличительных особенностей включает спорт-пакет AMG для экстерьера с особой нижней панелью передней части кузова и боковыми порогами в цвет кузова, полированными 50,8 см (9J x 20) легкосплавными дисками AMG в дизайне из 5 спиц и 265/45 R 20 шинами. Особый вид автомобилю придают спортивные тормоза с перфорированными тормозными дисками и специальными накладками тормозных суппортов в металлической краске. Интерьер серии включает пакет Desigon с кожаной отделкой и контрастными декоративными швами в ромбовидном узоре. Приборная панель, дверные панели и центральная консоль также обиты кожей. Автомобиль оснащается рулевым колесом с деревянной/кожаной отделкой и подрулевыми переключателями DIRECT SELECT. Декоративные элементы салона также выполнены из дерева. Потолок салона украшен чёрным материалом. Под ногами пассажиров и водителя располагаются чёрные велюровые коврики со специальными металлическими значками «Designo».
Функциональные усовершенствования автомобиля включают в себя пакет памяти, обогрев сидений для водителя и переднего пассажира, боковые подушки безопасности в задней части и системы автоматического распознавания наличия детского сиденья. Специальная серия распространяется на весь модельный ряд третьего поколения M-класса.